# トゥムロン

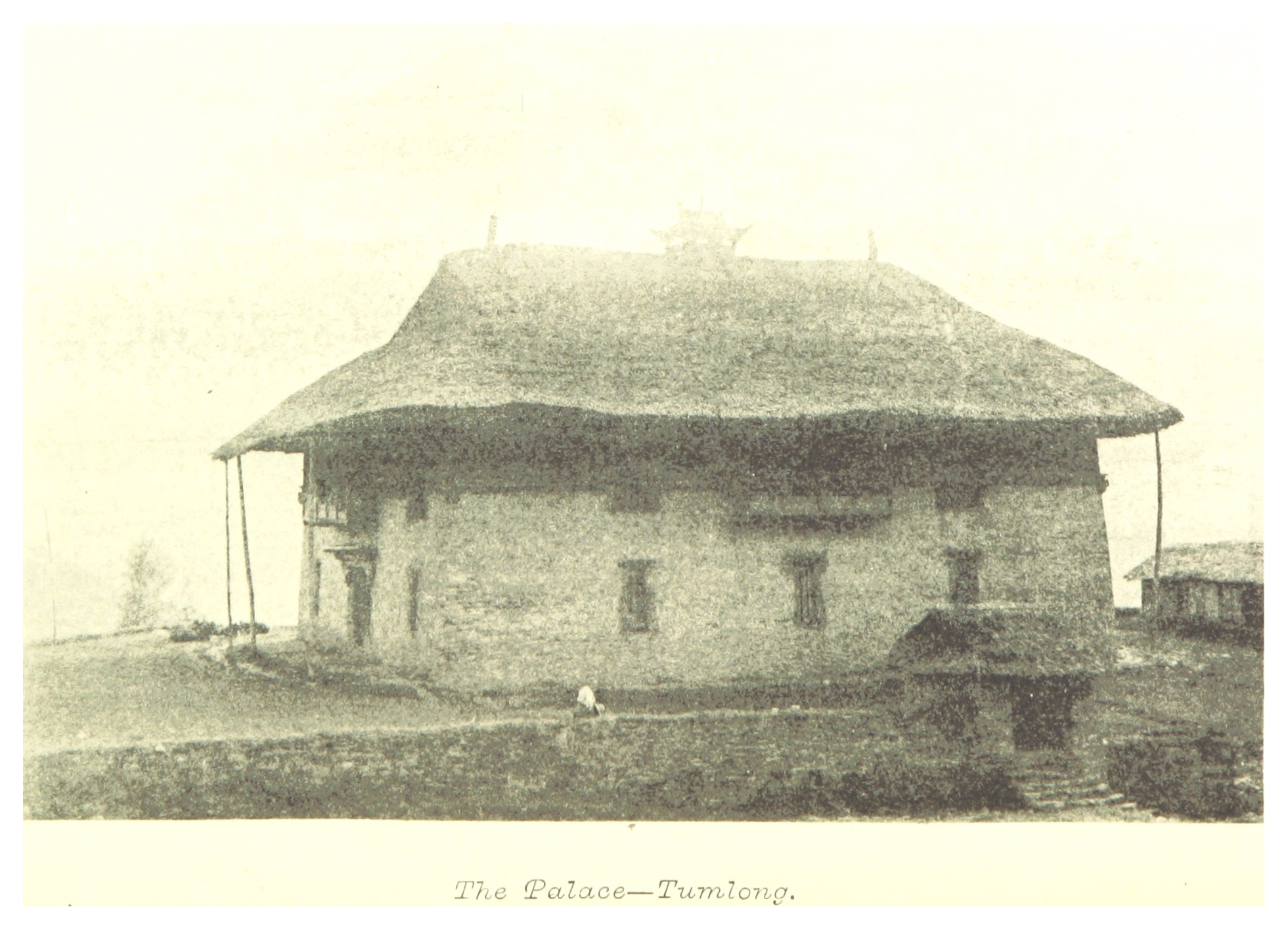
トゥムロンの宮殿

トゥムロン（英語：Tumlong）は、インドのシッキム州、西シッキム県の都市。かつてはシッキム王国の首都でもあった。

## 歴史
1793年、ツグプ・ナムゲルによってラブデンツェから遷都された。
1861年、この地でトゥムロン条約が締結された。
1894年、トゥトブ・ナムゲルがイギリスによってガントクに幽閉されたことによって、トゥムロンから遷都された。

## 地理
トゥムロンは北緯27度25分 東経88度35分 / 北緯27.42度 東経88.58度に位置。